# 1343
1343 (MCCCXLIII) fue un año común comenzado en miércoles del calendario juliano.

## Acontecimientos
- 10 de agosto - Una segunda exploración llega a las islas Canarias al mando del navegante mallorquín Jaime Ferrer.
- 25 de noviembre: Un terremoto sacude la bahía de Nápoles causando un tsunami que causa daños significativos y pérdidas de vidas.
- Felipe de Évreux, Rey de Navarra muere en Jerez en el curso del sitio de Algeciras contra los reyes de Fez y de Granada.
- Andrea de Bonaiuto comienza a trabajar en Florencia.
- Pedro el Ceremonioso arrebata Menorca a Jaime III, rey de Mallorca.
- Se disuelve el Imperio Hoysala

## Nacimientos
- Emperador Chokei de Japón († 1394).
- Geoffrey Chaucer (aprox) († 1400).

## Fallecimientos
- Felipe III de Navarra.
- Veera Ballala III, último emperador de Hoysala, muere en la Batalla de Madurai.